# رافاييل كويلو
رافاييل كويلو (بالبرتغالية: Rafael Coelho‏) هو لاعب كرة قدم برازيلي، ولد في 20 مايو 1988 في فلوريانوبوليس في البرازيل. شارك مع منتخب البرازيل تحت 20 سنة لكرة القدم. أما مع النوادي، فقد لعب مع نادي أفاي لكرة القدم ونادي بوريرام يونايتد ونادي تشانغتشون ياتاي ونادي غوانغجو آر أند إف ونادي فاسكو دا غاما ونادي فيغورينسي.

## وصلات خارجية
- رافاييل كويلو على موقع قاعدة بيانات كرة القدم.إي يو (الإنجليزية)
- رافاييل كويلو على موقع Soccerway.com (الإنجليزية)
- رافاييل كويلو على موقع عالم كرة القدم.نت (الإنجليزية)